# غال (وحدة)
غال (Gal) هي وحدة قياس للتسارع تستخدم بشكل أساسي في قياس الجاذبية الأرضية.
تعادل وحدة الغال 1 سم/ثانية2؛ ويمكن التعبير عنها بالسوابق المعروفة مثل ميلي غال أو ميكرو غال.
لا تعد وحدة الغال من ضمن نظام الوحدات الدولي "SI"، إلا أن استخدامها قُبِلَ بشكل مؤقت إلى حين البت بأمرها.